# Мала Мазниця
Мала́ Ма́зни́ця — село в Україні, у Вільшанській селищній громаді Голованівського району Кіровоградської області. Населення становить 40 осіб.

## Географія
Село розташоване на правому березі річки Мала Мазниця, правої притока Мазниці.

## Населення
Згідно з переписом УРСР 1989 року чисельність наявного населення села становила 56 осіб, з яких 21 чоловік та 35 жінок.
За переписом населення України 2001 року в селі мешкало 40 осіб.

### Мова
Розподіл населення за рідною мовою за даними перепису 2001 року:
| Мова       | Відсоток |
| ---------- | -------- |
| українська | 85,00 %  |
| болгарська | 12,50 %  |
| російська  | 2,50 %   |